# Acanthasargus flavipes
Acanthasargus flavipes är en tvåvingeart som beskrevs av Hardy 1932. Acanthasargus flavipes ingår i släktet Acanthasargus och familjen vapenflugor. Inga underarter finns listade i Catalogue of Life.